# Света Димфна Ирска
Света мученица Димфна (лат. Dymphna, такође се срећу натписи Dympna, Dimpna, Damhnait), позната и као Света Димфна Ирска, хришћанска је светитељка из 7. века, прослављена у Православној и Римокатоличкој цркви.
Према верском предању, она је била ћерка паганског ирског краља и његове жене, хришћанке. У једном моменту, после смрти своје жене, краљ је пожелео своју сопствену ћерку. Димфна, отказујући очевој жељи, била је кажњена смрћу. У раздобљу између 620. и 640. године, она је била прослављена као мученица. Поштује се у хришћанству као покровитељица људи који страдају од психичких оболења или који су пострадали од породичног насиља. Такође, сматра се покровитељком психијатара, психолога и неурохирурга.
Сада шире познато католичко житије Свете Димфне, саставио је у 13. веку служитељ цркве Обера Авраншког у Француској, а потврдио бискуп кемберијски Жи де Лаон (1238–1248). Аутор је тврдио да је његов рад заснован на усменим причама и приповестима о чудесним исцељењима људи, пострадалих од душевних поремећаја. Приповетка је од стране истраживача окарактерисана као једна од варијанти познатог мотива у народном стваралаштву – покушају оца да се, против свеопштих табуа, ожени сопственом кћерком.
Према црквеним изворима, смрт Свете Димфне се одиграла пре 620. године, а до 640. године она је канонизована широм Цркве као хришћанска мученица. Спомен Свете Димфне празнује се 15. маја и у Православној и у Католичкој цркви, с тим да је у оним помесним православним црквама које користе Јулијански календар као уобичајени, као што је то наша СПЦ, у XXI веку, као и у прошлом, то 28. мај по грађанском календару.